# Ананий Хрисулис
Ананий (на гръцки: Ανανίας, Ананиас) е гръцки духовник, скопски (1819 – 1828), рашко-призренски (1830 – 1836) и лариски митрополит (1837 – 1853) на Цариградската патриаршия. Сблъсъкът на Ананий със скопското българско гражданство кара скопяни да поискат в 1829 година българин за митрополит, който акт се смята за начало на борбата за българска църковна независимост.

## Биография
Роден е в 1788 година в Пломари на Лесбос. Ананий по народност е грък, но знаел малко български език. Заема скопската катедра в 1823 година, но заради проблеми в епархията си нередовно плаща данъци на Цариградската патриаршия. Жителите на Скопска епархия също недоволстват от Ананий и в 1827 и 1828 година подават общо оплакване срещу него до Цариградската патриаршия, настоявайки скопският митрополит да бъде сменен. Патриаршията, също недоволна от нередовното внасяне на пари от Ананий, изпраща в Скопска епархия йеромонах Филотей, за да провери дали оплакванията са основателни. Хаджи Трайко Дойчинович използва влиянието си пред скопския валия Амзи паша и успява да издейства уволнението на митрополит Ананий – лично патриарх Агатангел I Константинополски предписва на Ананий да напусне веднага Скопска епархия. Така скопският митрополит е отстранен толкова бързо, че дори не усява да вземе вещите си от митрополията. След това владиката изявява претенции за невърнати заеми от негови епархиоти и така конфликтът между Ананий и жителите на епархията му продължава. Епархиотите не признават претенциите му и претендират, че всъщност той има парични задължения към тях. Спорът между тях става толкова голям, че самият патриарх Агатангел отправя послание към клира и народа на Скопска епархия на 28 юни 1828 година. Патриархът съветва жителите да прекратят всички имуществени спорове с бившия митрополит. Не се знае как приключва конфликтът. Официално оставката на Ананий е с дата 9 юли 1828 година. Според други данни подава оставка през юни 1828 година.
В април 1830 година Ананий е преместен от Патриаршията в Призрен, за да заеме овакантения от митрополит Захарий владишки трон. В Призрен Ананий остава до 1836 година, когато е преместен в Тесалия, като открадва владишката митра, но дечанци го настигат в Скопие и си я връщат.
На 25 август 1837 година е избран за лариски митрополит и остава на поста до оставката си на 13 ноември 1853 година. В 1845 година е изпратен от патриарх Антим VI заедно с Йосиф Трикийски и Кирил Стагийски като екзарх на Големия Метеор.
Умира в Пломари на 16 декември 1854 година.